# Posázavské bučiny
Přírodní rezervace Posázavské bučiny  je chráněné území nalézající se poblíž osady Sedliště a města Sázava v okrese Benešov. Bylo vyhlášeno dne 15. prosince 2017 na rozloze 21,13 hektaru. Ochranné pásmo stanovené ze zákona zaujímá plochu 19,8050 hektaru. Leží nad řekou Sázavou, na svazích na jejím levém břehu proti osadě Budín, z větší části nad tratí z Čerčan do Světlé nad Sázavou v úseku Sázava-Ledečko, v menší míře i pod ní. Přímo na území přírodní rezervace jsou dva tunely - Samopšecký a Ledečský II. Ve své jižní části chráněné území zahrnuje i vrchol Bílý kámen (456 m) se skalními výchozy a pozůstatky historických vápencových (mramorových) lomů. Přírodní rezervací prochází zeleně značená turistická stezka ze Sázavy do osady Sedliště, k železniční zastávce Samopše a nádraží v Ledečku. Při ní se nachází studánka Rakovka. Poblíž severního cípu rezervace stojí ve stráni nad tokem řeky Sázavy pomník básníka Ivana Javora, popraveného v roce 1942 nacisty.

## Přírodní hodnoty
Předmětem ochrany jsou stanoviště panonských skalních trávníků (Stipo-Festucetalia pallentis), bučin asociace Asperulo-Fagetum a lesů svazu Tilio-Acerion na svazích, sutích a v roklích. Oblast je od roku 2009, respektive 2013 zároveň chráněna i jako evropsky významná lokalita Natura 2000 pod kódovým číslem CZ0210058, jejíž rozloha je ovšem výrazně větší (154,4442 hektaru) a zahrnuje i jiná území.